# كلية الضباط الاحتياط (مصر)
كلية الضباط الاحتياط هي إحدى الكليات العسكرية المصرية المخصصة لإعداد ضباط القوات المسلحة المجندين.

## بداية الكلية
أصدر قرار نشأتها عام 1957 في احتفال القوات المسلحة بثورة 23 يوليو في عيدها الخامس حيث أصدر الرئيس جمال عبد الناصر قراراً بإنشاء كلية الضباط الاحتياط ليمتد نظام الاحتياط إلى الضباط، بدأت الكلية عملها في أكتوبر 1957 بعد أن اتخذت من مدينة فايد بمحافظة الإسماعيلية مقراً لها.

## مدة الخدمة
مدة الخدمة بالجيش 30 شهرا تنقسم للآتى 6 شهور بالكلية و 8 أشهر برتبة ملازم مجند و16شهر برتبة ملازم أول احتياط مستدعى،
و بداية من الدفعة 161 تم تخفيض مدة الاستدعاء لتصبح 10 اشهر بدلا من 16 شهراً. وأصبحت المدة الكلية للخدمة 24 شهرا مقسمة الى 6 أشهر بكلية الضباط الاحتياط، 8 أشهر برتبة ملازم مجند و 10 اشهر برتبة ملازم أول احتياط مستدعى.

## مديرو الكلية
- لواء أركان حرب / بهاء السيد عبد الرحيم.[4]
- لواء أركان حرب / أحمد إسماعيل.[5]
- لواء أركان حرب / محمد الصاوي.[6]
- لواء أركان حرب / عبد المنعم عبد الحميد إمام.[7]
- لواء أركان حرب / أحمد حلمي الهياتمي.[8]
- لواء أركان حرب / محمد عبد الغني المعداوي.[9]
- لواء أركان حرب / وجيه رفاعي.[10]
- لواء أركان حرب / محمود عوض غنيم.[11]

## الترقي ومدة الرتب
1. ملازم مجند لمدة ثمانية أشهر (تمنح بعد ستة أشهر دراسة بالكلية).
2. ملازم أول احتياط لمدة 16 شهر (تمنح بعد ثمانية أشهر من رتبة ملازم مجند)
3. نقيب احتياط (بعد 4 سنوات خدمة برتبة ملازم أول)
4. رائد احتياط (بعد 4 سنوات خدمة برتبة نقيب)
5. مقدم احتياط (بعد 5 سنوات خدمة برتبة رائد)

على ان يجتاز الضابط الدورة الحتمية للترقى حيث يحصل الملازم على دورة قادة فصائل لمدة 3 شهور للترقي لرتبة ملازم أول- النقيب دورة قادة سرايا للترقى لرتبة رائد والرائد دورة قادة كتائب للترقى لرتبة مقدم.مدة الاستدعاء حتى سن 46 سنة لمن تخرج برتبة ملازم أول و48 سنة لمن تخرج برتبة نقيب و50 سنة لمن تخرج برتبة رائد.ومرات الاستدعاء ممكن كل 6 شهور.
(بعد ثورة 25 يناير تم إلغاء دورة قادة فصائل ويتخرج الضابط من الكلية ويذهب إلى الوحدة مباشرة)
ويتمتع الضابط الاحتياط بكافة خدمات وأنشطة القوات المسلحة كمستشفيات القوات المسلحة والأندية والفنادق وغيرها.